# Momo Asakura
Momo Asakura (jap. 麻倉 もも Asakura Momo; ur. 25 czerwca 1994 w Fukuoka) – japońska seiyū związana z Music Ray'n.

## Życiorys
Urodziła się 25 czerwca 1994 w Fukuoka. Zainteresowała się seiyū podczas czytania w klubach, kiedy uczęszczania do szkoły średniej.

## Role
Ważniejsze role w anime
- My Little Monster – Yumi
- Aikatsu! – Rion
- Charlotte – Ayumi Otosaka
- Monster Musume – Manako
- Aria the Scarlet Ammo AA – Yuyu Aizawa
- High School Fleet – Mikan Irako
- Araburu Kisetsu no Otome-domo yo – Momoko Sudō
- Kaguya-sama wa Kokurasetai: Tensai-tachi no Ren'ai Zunōsen – Nagisa Kashiwagi
- Magia Rekōdo: Mahō Shōjo Madoka Magika Gaiden – Iroha Tamaki